# Фишхоф, Йозеф
Йозеф Фишхоф (нем. Joseph Fischhof; 4 апреля 1804[…], Бучовице — 28 июня 1857[…], Вена или Баден, Нижняя Австрия) — австрийский пианист и музыкальный педагог. Дядя Роберта Фишхофа.
По окончании школы в Брюнне поступил в Венский университет, где изучал философию и медицину, одновременно беря частные уроки музыки у Игнаца фон Зайфрида и Антона Хальма. После смерти отца в 1827 году полностью посвятил себя музыке и в 1833 году стал профессором Венской консерватории (среди его учеников, в частности, Леопольд де Мейер).
Написал струнный квартет, множество фортепианных пьес. Автор книги «Опыт истории фортепианного строительства» (нем. Versuch einer Geschichte des Klavierbaus; 1853), ряда статей, в том числе посвящённых творчеству Бетховена.

## Созданные произведения
- 5 Gesänge, Op.37[6] [7]